# 豊町 (品川区)
豊町（ゆたかちょう）は、東京都品川区の地名。現行行政地名は豊町一丁目から豊町六丁目。郵便番号は142-0042。

## 地理
東京都品川区の中部に位置する。町域は全体に「J」の字に似た形状で、北部は西品川に接する。東部は横須賀線（品鶴線）の線路に接し、これを境に二葉に接する。南部も二葉に接する。南西部では第二京浜に接し、これを境に中延に接する。北西部から中西部は大原通りに接し、これを境に戸越に接する（いずれも品川区にある）。町域内を東西に東急大井町線の線路（戸越公園駅・下神明駅間）が横断し、四間通りや戸越銀座通りも町域内を通る。
駅周辺の小規模な商業地のほかは、住宅地として利用される。二丁目には戸越公園が置かれている。一丁目には戸越銀座商店街がある。戸越銀座商店街は地名としては豊町のほか、隣接する戸越、戸越に隣接する平塚にもまたがっている。

### 地価
住宅地の地価は、2025年（令和7年）1月1日の公示地価によれば、豊町1-11-12の地点で99万4000円/m2となっている。

## 歴史

### 住居表示実施前後の町名の変遷
| 実施後     | 実施年月日    | 実施前                               |
| ---------- | ------------- | ------------------------------------ |
| 豊町一丁目 | 1964年9月15日 | 豊町一丁目の全域、西品川四丁目の一部 |
| 豊町二丁目 | 1964年9月15日 | 豊町二丁目の一部                     |
| 豊町三丁目 | 1964年9月15日 | 町域変更無し                         |
| 豊町四丁目 | 1964年9月15日 | 豊町四丁目の全域、豊町五丁目         |
| 豊町五丁目 | 1964年9月15日 | 豊町五丁目の一部                     |
| 豊町六丁目 | 1964年9月15日 | 豊町六丁目の全域、東中延三丁目の一部 |

## 世帯数と人口
2023年（令和5年）1月1日現在（東京都発表）の世帯数と人口は以下の通りである。
| 丁目       | 世帯数    | 人口     |
| ---------- | --------- | -------- |
| 豊町一丁目 | 1,605世帯 | 2,894人  |
| 豊町二丁目 | 1,499世帯 | 2,691人  |
| 豊町三丁目 | 786世帯   | 1,453人  |
| 豊町四丁目 | 1,506世帯 | 2,527人  |
| 豊町五丁目 | 929世帯   | 1,664人  |
| 豊町六丁目 | 1,942世帯 | 3,220人  |
| 計         | 8,267世帯 | 14,449人 |

### 人口の変遷
国勢調査による人口の推移。
| 年                 | 人口   |
| ------------------ | ------ |
| 1995年（平成7年）  | 15,479 |
| 2000年（平成12年） | 14,565 |
| 2005年（平成17年） | 14,375 |
| 2010年（平成22年） | 14,107 |
| 2015年（平成27年） | 14,177 |
| 2020年（令和2年）  | 14,737 |

### 世帯数の変遷
国勢調査による世帯数の推移。
| 年                 | 世帯数 |
| ------------------ | ------ |
| 1995年（平成7年）  | 7,069  |
| 2000年（平成12年） | 6,930  |
| 2005年（平成17年） | 7,115  |
| 2010年（平成22年） | 7,321  |
| 2015年（平成27年） | 7,497  |
| 2020年（令和2年）  | 8,136  |

## 学区
区立小・中学校に通う場合、学区は以下の通りとなる（2020年4月時点）。
| 丁目       | 番地            | 小学校               | 中学校               |
| ---------- | --------------- | -------------------- | -------------------- |
| 豊町一丁目 | 1〜10番 13番    | 品川区立戸越小学校   | 品川区立大崎中学校   |
| 豊町一丁目 | その他          | 品川区立戸越小学校   | 品川区立豊葉の杜学園 |
| 豊町二丁目 | 1〜18番         | 品川区立戸越小学校   | 品川区立豊葉の杜学園 |
| 豊町二丁目 | その他          | 品川区立豊葉の杜学園 | 品川区立豊葉の杜学園 |
| 豊町三丁目 | 全域            | 品川区立豊葉の杜学園 | 品川区立豊葉の杜学園 |
| 豊町四丁目 | 全域            | 品川区立豊葉の杜学園 | 品川区立豊葉の杜学園 |
| 豊町五丁目 | 3〜7番 13〜15番 | 品川区立豊葉の杜学園 | 品川区立豊葉の杜学園 |
| 豊町五丁目 | その他          | 品川区立大原小学校   | 品川区立豊葉の杜学園 |
| 豊町六丁目 | 1〜24番         | 品川区立大原小学校   | 品川区立豊葉の杜学園 |
| 豊町六丁目 | その他          | 品川区立上神明小学校 | 品川区立豊葉の杜学園 |

| 丁目       | 番地             | 小学校               | 中学校                 |
| ---------- | ---------------- | -------------------- | ---------------------- |
| 豊町一丁目 | 全域             | 品川区立戸越小学校   | 品川区立豊葉の杜学園   |
| 豊町二丁目 | 1〜18番          | 品川区立戸越小学校   | 品川区立豊葉の杜学園   |
| 豊町二丁目 | その他           | 品川区立豊葉の杜学園 | 品川区立豊葉の杜学園   |
| 豊町三丁目 | 全域             | 品川区立豊葉の杜学園 | 品川区立豊葉の杜学園   |
| 豊町四丁目 | 全域             | 品川区立豊葉の杜学園 | 品川区立豊葉の杜学園   |
| 豊町五丁目 | 3〜7番、13〜15番 | 品川区立豊葉の杜学園 | 品川区立豊葉の杜学園   |
| 豊町五丁目 | その他           | 品川区立大原小学校   | 品川区立豊葉の杜学園   |
| 豊町六丁目 | 1〜24番          | 品川区立大原小学校   | 品川区立豊葉の杜学園   |
| 豊町六丁目 | その他           | 品川区立上神明小学校 | 品川区立富士見台中学校 |

## 交通
町域内には駅は置かれていないが、西南辺に接する第二京浜の地下には都営浅草線の中延駅が置かれ、A2出口は豊町六丁目にある。また、 西南部には東急大井町線の中延駅、中西部は戸越公園駅、東部は下神明駅が至近にあり、南東方向の横須賀線（品鶴線）、湘南新宿ラインが通る西大井駅も利用可能である。

## 事業所
2021年（令和3年）現在の経済センサス調査による事業所数と従業員数は以下の通りである。
| 丁目       | 事業所数  | 従業員数 |
| ---------- | --------- | -------- |
| 豊町一丁目 | 89事業所  | 412人    |
| 豊町二丁目 | 49事業所  | 311人    |
| 豊町三丁目 | 41事業所  | 107人    |
| 豊町四丁目 | 101事業所 | 555人    |
| 豊町五丁目 | 60事業所  | 204人    |
| 豊町六丁目 | 99事業所  | 435人    |
| 計         | 439事業所 | 2,024人  |

### 事業者数の変遷
経済センサスによる事業所数の推移。
| 年                 | 事業者数 |
| ------------------ | -------- |
| 2016年（平成28年） | 469      |
| 2021年（令和3年）  | 439      |

### 従業員数の変遷
経済センサスによる従業員数の推移。
| 年                 | 従業員数 |
| ------------------ | -------- |
| 2016年（平成28年） | 1,867    |
| 2021年（令和3年）  | 2,024    |

## 施設

### 教育機関

#### 専門学校
- 東京聖星社会福祉専門学校

#### 高等学校
- 東京都立大崎高等学校
- 品川学藝高等学校

#### 小学校
- 品川区立戸越小学校

#### 保育園・幼稚園
- 品川区立ゆたか保育園
- 品川区立南ゆたか保育園
- 日本音楽学校付属保育園
- 日本音楽学校付属幼稚園

### その他の施設
- 戸越公園
- エコルとごし
- 文庫の森
- 品川区立戸越体育館
- 品川区立ゆたか図書館
- 東照寺

### かつて存在した施設
- 日本音楽学校（1号館は旧池田菊苗邸）
- 国文学研究資料館

## 祭事・催事
- 新春餅つき大会 - 1月
- 下神明天祖神社節分祭（豆まき）- 2月
- 品川納涼祭 - 8月
- 下神明天祖神社例大祭 - 9月
- 蛇窪神社例大祭 - 9月
- しろへびサミット in しながわ - 9月

## その他

### 日本郵便
- 郵便番号 : 142-0042[3]（集配局 : 荏原郵便局[15]）。